# Nicolò Niconisi
Nicolò Niconisi (falecido em 1541) foi um prelado católico romano que serviu como bispo de Ston (1513–1541).
Em 1513, Niconisi foi nomeado pelo Papa Leão X como Bispo de Ston. Serviu como Bispo de Ston até à sua morte em 1541.